# Forte da Carvalha
O Forte da Carvalha situa-se na freguesia de São Tiago dos Velhos, no ponto mais alto do Município de Arruda dos Vinhos, Distrito de Lisboa. Foi construído em 1809-1810 como parte da primeira das três Linhas de Torres Vedras, que eram linhas defensivas para proteger a capital portuguesa da invasão pelos franceses durante a Guerra Peninsular (1807-14) ou, em caso de derrota, para embarcar com segurança um exército britânico em retirada.

## Restauração
Com recursos da EEA e Norway Grants, o Forte da Carvalha foi uma das obras militares das Linhas de Torres Vedras que foi restaurada em 2010 para assinalar o 200.º aniversário da construção das Linhas. O trabalho de restauração começou em 19 de abril de 2010. O forte pode pode ser visitado.